# Batterie aluminium-air
La batterie aluminium-air est un accumulateur électrique fonctionnant à partir de la réaction de l'oxygène, présent dans l'air, avec l'aluminium. La pile aluminium-air présente l'une des plus hautes densité d'énergie parmi toutes les batteries, mais n'est pas très utilisée en raison, notamment, du coût élevé de l'anode ainsi que du nettoyage des sous-produits résultants de son utilisation avec un électrolyte ordinaire. Pour le moment principalement utilisée à des fins militaires, l'utilisation de batteries aluminium-air est envisagée depuis un certain temps pour les véhicules électriques, où elles auraient un potentiel environ huit fois plus élevé que celui d'une batterie lithium-ion, pour un poids significativement plus léger.

## Électrochimie
La demi-réaction d'oxydation de l'anode est :
Al + 3OH− → Al(OH)3 + 3e− (−2,31 volts (V)).
La demi-réaction de réduction de la cathode est :
O2 + 2H2O + 4e− → 4OH− (+0,40 V).
La réaction totale est donc :
4Al + 3O2 + 6H2O → 4Al(OH)3 (+ 2,71 V).
Ces réactions entraînent une différence de potentiel d'environ 1,2 V par cellule. En pratique, elles s'obtiennent lorsque de l'hydroxyde de potassium est utilisé comme électrolyte, alors qu'un électrolyte à base d'eau salée ne donne qu'environ 0,7 V par cellule.
Les batteries aluminium-air sont des générateurs d'électricité non-rechargeables. Une fois l'anode recouverte d'alumine (Al2O3), la pile ne produit plus d'électricité.

## Types
Différents types d'accumulateurs aluminium-air ont été testés :
- batterie aluminium-chlore, dont le brevet a été déposé par l'United States Air Force dans les années 1970. Conçue principalement pour des applications militaires, ces piles utilisent des anodes en aluminium et du chlore sur des cathodes constituées de substrat de graphite. Ces accumulateurs nécessitent des températures élevées pour être fonctionnels[Combien ?] ;
- batterie aluminium-soufre ;
- des batteries Al-Fe-O, Al-Cu-O et Al-Fe-OH ont été proposées par certains chercheurs pour des véhicules militaires hybrides. Elles auraient des densités énergétiques de 455, 440 et 380 Wh/kg[2] ;
- batteries Al-MnO utilisant des électrolytes à l'acide. Ces dernières donneraient une tension de 1,9 V ;
- batteries aluminium-verre. Selon un brevet italien déposé par L. Baiocchi[3], l'interface entre un verre d'oxyde de silicium et du papier d'aluminium produirait un potentiel électrique lorsque ce dernier est amené à une température se rapprochant du point de fusion du métal. Le phénomène a été d'abord observé par Baiocchi, puis analysé par Dell'Era et al.[4].

## Véhicules électriques
L'utilisation de batteries aluminium-air est envisagée depuis un certain temps pour les véhicules électriques, où elles auraient un potentiel environ huit fois plus élevé que celui d'une batterie lithium-ion pour un poids significativement plus léger.
L'hybridation réduirait les coûts et des essais routiers de véhicules hybrides alimentés avec des accumulateurs aluminium-air/plomb ont été rapportés en 1989. En 1990, une mini-fourgonnette hybride alimentée par des accumulateurs aluminium-air a été présentée en Ontario.
En 2002, Yang et Knickle étudient l'utilisation de l'aluminium comme « carburant » de véhicules. Ils concluent :

« Le système de batteries Al/air peut générer suffisamment d'énergie et de puissance pour des gammes de vitesses et d'accélérations similaires à celles des automobiles classiques [...] le prix d'une anode d'aluminium peut être aussi bas que 1,1 dollar américain/kg considérant que les sous-produits soient recyclés. L'efficacité totale du carburant lors du cycle entier à travers le véhicule électrique (VE) peut-être de 15 % (selon la technologie actuelle) ou 20 % (projection), comparable à celle des moteurs à explosion (ME), qui est de 13 %. La densité énergétique de la batterie est actuellement de 1 300 Wh/kg et pourrait être augmentée à 2 000 Wh/kg. Le coût est actuellement de 30 $/kWh et pourrait être réduit à 29 $/kWh. L'analyse du cycle de vie des batteries Al/air a été comparé à celui des VE propulsés avec des batteries plomb-acide et nickel-métal (NiMh). Seuls les VE fonctionnant aux batteries Al/air peuvent espérer obtenir une autonomie comparable au ME. De cette analyse, les VE propulsés avec un système Al/air sont les candidats les plus prometteurs en matière d'autonomie, de prix de vente, de prix de carburant et de coût du cycle de vie lorsque comparés au ME. »

— Yang & Knickle, Design and analysis of aluminum/air battery system for electric vehicles
En mars 2013, la compagnie Phinergy a lancé une vidéo présentant une voiture électrique utilisant des batteries aluminium-air, voyageant sur 330 km en utilisant une cathode spéciale ainsi que de l'hydroxyde de potassium. Le 27 mai 2013, la chaîne de télévision israélienne 10 a présenté une voiture où l'on a installé à l'arrière une batterie de Phinergy, « alimentée » avec de l'eau « pure » et affirmant pouvoir parcourir 2 000 km avant que le remplacement de l'anode en aluminium ne soit nécessaire[source insuffisante].
En février 2014, Phinergy et Alcoa annoncent un partenariat pour le développement et la commercialisation d'une pile aluminium-air pour véhicules électriques ayant une autonomie d'environ 1 600 km.

### Traduction
1. ↑  (en) « The Al/air battery system can generate enough energy and power for driving ranges and acceleration similar to gasoline powered cars...the cost of aluminium as an anode can be as low as US$ 1.1/kg as long as the reaction product is recycled. The total fuel efficiency during the cycle process in Al/air electric vehicles (EVs) can be 15% (present stage) or 20% (projected), comparable to that of internal combustion engine vehicles (ICEs) (13%). The design battery energy density is 1300 Wh/kg (present) or 2000 Wh/kg (projected). The cost of battery system chosen to evaluate is US$ 30/kW (present) or US$ 29/kW (projected). Al/air EVs life-cycle analysis was conducted and compared to lead/acid and nickel metal hydride (NiMH) EVs. Only the Al/air EVs can be projected to have a travel range comparable to ICEs. From this analysis, Al/air EVs are the most promising candidates compared to ICEs in terms of travel range, purchase price, fuel cost, and life-cycle cost. »